# The Loud Family
The Loud Family (рус. Громкая Семья) — пауэр-поп-группа, основанная гитаристом/вокалистом/автором песен Скоттом Миллером (англ. Scott Miller) в 1991 году, после распада его предыдущей группы Game Theory.

## История
Барабанщик Джозеф Беккер (англ. Jozef Becker) участвовал в Game Theory в 1989—1990 годах, также как и в более ранней группе Миллера Alternate Learning. К Миллеру и Беккеру присоединились три участника группы This Very Window: гитарист Закари Смит (англ. Zachary Smith), клавишник Пол Венеке (англ. Paul Wieneke) и басист Роберт «Роб» Данбар Пур (англ. Robert "Rob" Dunbar Poor Poor). Миллер продюсировал сингл For Beginners Only (1988) группы This Very Window и описывал музыкантов Пура и Венеке, как «гипермузыкальных образованных ребят из Стэнфорда». Группа The Loud Family была названа в честь реальной семьи, о которой был в начале 1970-х годов был снят телевизионный документальный фильм «Американская семья».
Дебютный альбом Plants and Birds and Rocks and Things (1993) получил хорошие отзывы, также, как и последовавший мини-альбом Slouching Towards Liverpool (1994). Второй альбом The Tape of Only Linda (1994) был назван в честь легендарного концертного бутлега, на котором присутствует изолированный бэк-вокал Линды, жены Пола Маккартни. Все альбомы издавались на лейбле Alias, вплоть до пятого по счёту альбома Attractive Nuisance (2000), после которого срок контракта истёк. Новый контракт был подписан с лейблом 125 Records в 2001 году. На следующий год появился концертный альбом From Ritual to Romance (2002), с участием приглашённого вокалиста Anton Barbeau, который также сотрудничал с группой на последнем альбоме What If It Works? (2006).

## Дискография

### Студийные альбомы и мини-альбомы
| Год  | Название                                                 | Формат           | Лейбл       |
| ---- | -------------------------------------------------------- | ---------------- | ----------- |
| 1993 | Plants and Birds and Rocks and Things                    | LP, cassette, CD | Alias       |
| 1994 | Slouching Towards Liverpool                              | CD, 10" EP       | Alias       |
| 1994 | The Tape of Only Linda                                   | LP, cassette, CD | Alias       |
| 1996 | Interbabe Concern                                        | CD               | Alias       |
| 1998 | Days for Days                                            | CD               | Alias       |
| 2000 | Attractive Nuisance                                      | CD               | Alias       |
| 2006 | What If It Works? (as The Loud Family and Anton Barbeau) | CD               | 125 Records |

### Концертные альбомы
| Год  | Название               | Формат | Лейбл       |
| ---- | ---------------------- | ------ | ----------- |
| 2002 | From Ritual to Romance | CD     | 125 Records |

### Синглы и промо
| Год  | Название                         | Формат    | Лейбл |
| ---- | -------------------------------- | --------- | ----- |
| 1993 | Never Mind the Camera Crew       | cassette  | Alias |
| 1993 | «Take Me Down» b/w «The Come On» | 7"        | Alias |
| 1994 | «It Just Wouldn’t Be Christmas»  | CD single | Alias |
| 1997 | «Don’t Respond, She Can Tell»    | CD single | Alias |

### Сборники различных исполнителей
| Год  | Название                                                                    | Формат       | Лейбл                             |
| ---- | --------------------------------------------------------------------------- | ------------ | --------------------------------- |
| 1993 | Hot Cinnamon Churros                                                        | CD           | Alias                             |
| 1993 | Alias with a Bullet                                                         | CD           | Alias                             |
| 1994 | Streamlined                                                                 | CD           | Alias                             |
| 1995 | Star Power                                                                  | CD, cassette | Pravda                            |
| 1995 | Sing Hollies In Reverse                                                     | CD           | eggBert                           |
| 1996 | Premium: New Music With A Golden Glow                                       | CD           | Alias                             |
| 1996 | For Discriminating Tastes: The Alternative Distribution Alliance CD Sampler | CD           | Alternative Distribution Alliance |
| 1997 | Come and Get It: A Tribute to Badfinger                                     | CD           | Copper                            |
| 1997 | Year of the Wagon                                                           | CD           | Alias                             |
| 1997 | Yellow Pills, Vol. 4                                                        | CD           | Big Deal                          |
| 1999 | The 26th Commandment: Thou Shalt Expand Thy Mind                            | CD           | Ptolemaic Terrascope              |

### Музыкальное видео и DVD
| Год  | Название                      | Альбом                                | Примечания                                                  |
| ---- | ----------------------------- | ------------------------------------- | ----------------------------------------------------------- |
| 1993 | «Jimmy Still Comes Around»    | Plants and Birds and Rocks and Things | music video, directed by Lucy Phillips and Glen Scantlebury |
| 1994 | «Soul Drain»                  | The Tape of Only Linda                | music video, directed by Sondra Russell                     |
| 1994 | «Marcia and Etrusca»          | The Tape of Only Linda                | music video, directed by Sondra Russell                     |
| 1996 | «Don’t Respond, She Can Tell» | Interbabe Concern                     | music video, directed by Sondra Russell                     |
| 2003 | Loud Family Live 2000         | DVD                                   | concert tour documentary, directed by Danny Plotnick        |